# Pseudemoia baudini
Pseudemoia baudini — вид сцинкоподібних ящірок родини сцинкових (Scincidae). Ендемік Австралії. Вид названий на честь французького натураліста Ніколя Бодена.

## Поширення і екологія
Pseudemoia baudini мешкають на узбережжі Великої Австралійської затоки, від мису Калвер у Західній Австралії до півострова Ейр у Південній Австралії, не далі, ніж за 1 км від океану. Вони живуть на прибережних дюнах, в густих прибережних заростях, серед купин трави і опалого листя, а також серед мортвих водоростей у припливній зоні. Є живородними.